# Birger Holmqvist
Birger Holmqvist   (Estocolm, 28 de desembre de 1900 - Estocolm, 9 d'abril de 1989) va ser un jugador d'hoquei sobre gel i bandy suec, que va competir durant la dècada de 1920.
El 1924 va prendre part en els Jocs Olímpics de Chamonix, on fou quart en la competició d'hoquei sobre gel. Quatre anys més tard, als Jocs de Sankt Moritz, guanyà la medalla de plata en la competició d'hoquei sobre gel. També guanyà el Campionat d'Europa de 1923 i fou segon el 1924.
A nivell de clubs jugà al Kronobergs IK (1920 i 1921) i l'IK Göta (1921 a 1928), amb qui va guanyar la lliga sueca de 1922, 1924, 1927 i 1928. El 1925 i 1927 també guanyà la lliga de bandy. Entre 1921 i 1926 també va jugar al Berliner SC i va guanyar la Copa Spengler de 1924 i els títols alemanys de 1921 i de 1923 a 1926.